# Abatyše

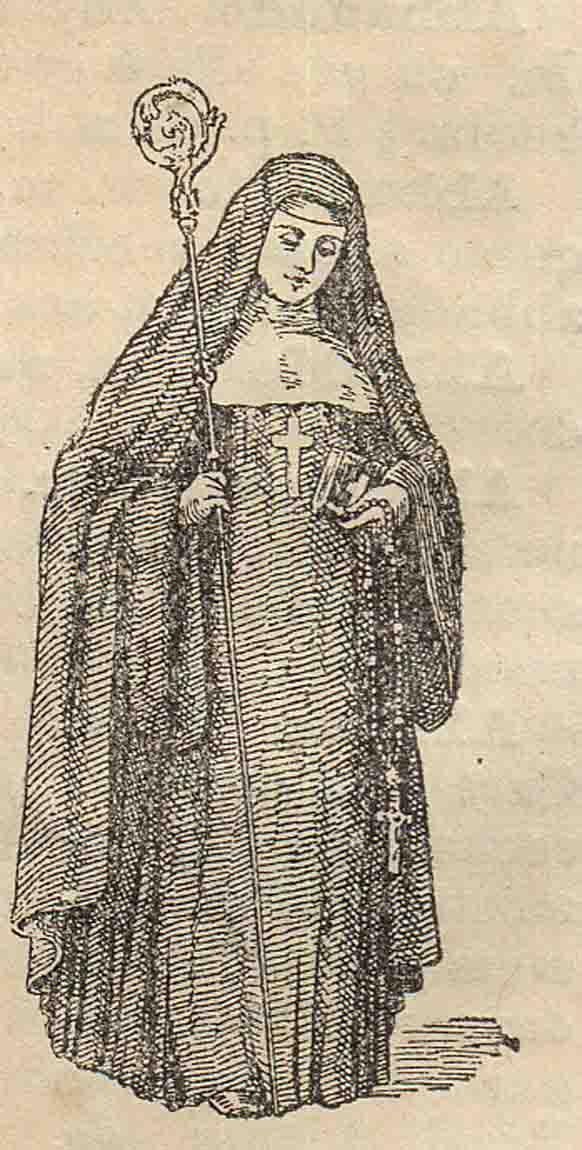
Abatyše v tradičním hábitu

Znak abatyše

Abatyše či matka představená je označení pro představenou ženského kláštera u některých katolických řeholí, obdoba opata v mužský klášterech. Její povinností je řídit patřičný klášter nebo ústav a bdít nad tím, aby v něm byla zachovávána pravidla řehole. Její konkrétní pravomoce určují pravidla daného řádu či kongregace. Slovo vzniklo z aramejského Abba (otec) přes latinské abbatissa.